# 몽골 종단 철도
몽골 종단 철도(縱斷鐵道, 영어: Trans-Mongolian Railway, TMR)는 시베리아 횡단철도의 울란우데에서 분기하여 몽골과 그 수도 울란바토르를 관통 중화인민공화국 내몽골 자치구 우란차부시 지닝구에 이르는 철도이다. 1949년부터 1961년까지 건설되었다. 몽골과 러시아구간은 단선 러시아 궤간, 중화인민공화국구간은 복선 표준궤이다.

## 역사

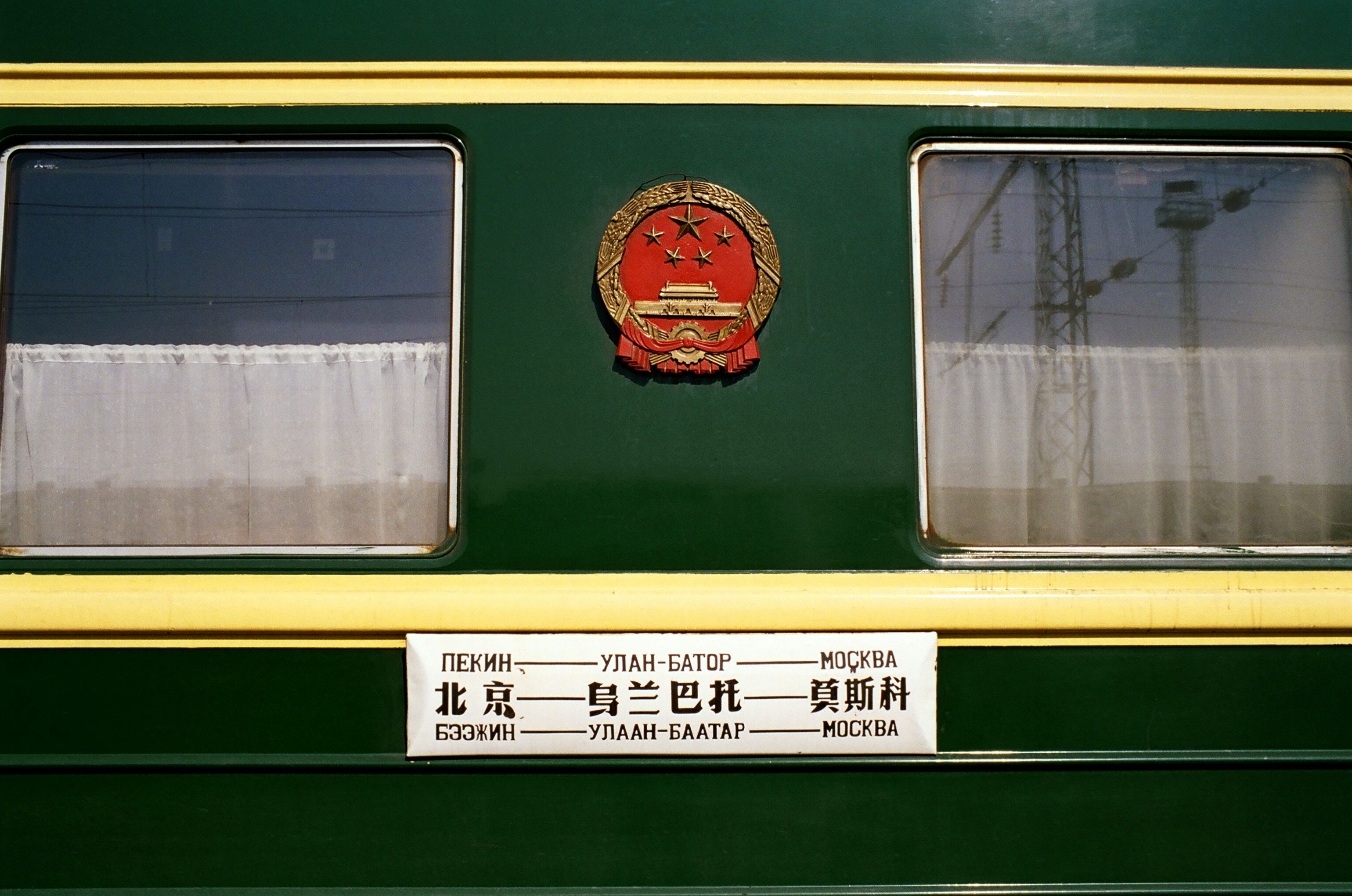
베이징-울란바토르-모스크바 열차 정보 게시판

몽골의 철도 개발은 비교적 늦게 이루어졌다. 1947년 몽골 종단선이 착공되어, 1950년 북쪽에서 울란바토르,  1955년 중국 국경까지 도달했다. 그 전까지 몽골의 유일한 철도는 날라이흐(Nalaikh)의 탄광과 수도를 연결하는 43 km (27 mi)의 노선(1938년 개통)과 시베리아 횡단 철도의 보르자에서 몽골 북동부의 처이발상 근처의 도르노드 뱅투멩(Баянтүмэн)에 이르는 236 km (147 mi)의 화물 전용 지선(1939년 개통)이었다.
러시아 이르쿠츠크 주립 철도공업대학교는 2009년 6월 울란바토르 지사를 개설했다.

## 운영
몽골 철도회사인 Mongolyn Tömör Zam은 몽골 내 모든화물의 80%와 모든 여객 수송의 30%를 운송하였다. 1990년 민주 혁명의 여파로 화물 운송량은 약 절반으로 줄어들었지만, 2005년까지 이전 수준으로 거의 회복되었다. 승객 수는 이미 2001년까지 다시 기존 수준에 도달했으며, 410만명의 승객이 있었다. 대부분의 열차는 최소한 두 개의 기관차가 운행한다.
몽골 열차가 1,520 mm (4 ft 11 27⁄32 in) 1,520 mm (4 ft 11 27⁄32 in) (러시아 궤간)에서 운행하는 반면, 중국은 1,435 mm (4 ft 8 1⁄2 in) 1,435mm(4ft 8 1⁄2 in)(표준궤)를 사용한다. 이러한 이유로 두 나라 간의 객차는 국경에서 대차를 바꾸어야 한다.
각각의 객차는 차례로 들어올려 대차를 교체해야 하며, 여권 및 세관 통제를 포함하여 전체 작업에 몇 시간이 걸릴 수 있다. 화차도 마찬가지로 궤간 변경을 위해 대차를 교환한다.

## 신규노선
2014년 10월 몽골 정부는 몽골 종단 철도를 통해 러시아에서 중국으로 광물 수송을 늘리는 대규모 수송 인프라 프로젝트를 구축하겠다는 뜻을 밝혔다. 에르데네트에서 어버트까지 547km의 노선이 건설된다. 철도 건설을 담당하고 있는 아스피레 광업의 전무이사는 "이 새로운 철도는 경제 발전과 지역 통합이 빠르게 진행됨에 따라 북부 몽골 지방에 큰 경제적 사회적 혜택을 가져올 것"이라고 말했다.
몽골 철도국 소유주식보유회사는 2011년 광업부문 수출이 가능하도록 철도망 신증설 허가를 받았다. 이 공사의 첫 단계는 약 1100km 길이의 러시아 궤간으로 달란자드가드-타반톨고이-차간수바르가-준바얀-사인샨드-바룬우르트-커트-처이발상을 연결한다.
2012년 봄을 기점으로 MTZ SOSC는 공사를 시작했다.
나린 수카잇(탄광)에서 시베크후렌(중국 국경)까지 45km에 걸쳐 몽골 서부에서 중국과 연결되는 작은 노선 하나가 앞서 붙어있다. 네트워크에 이미 소형선 1개가 붙어 있다.
추가로 계획된 선은 260km 중국궤간의 우크하 쿠다그(타반톨고이 석탄장 일부) - 오유 톨고이(구리/금광) - 가순 수카잇(중국 국경)이다.

## 사진첩

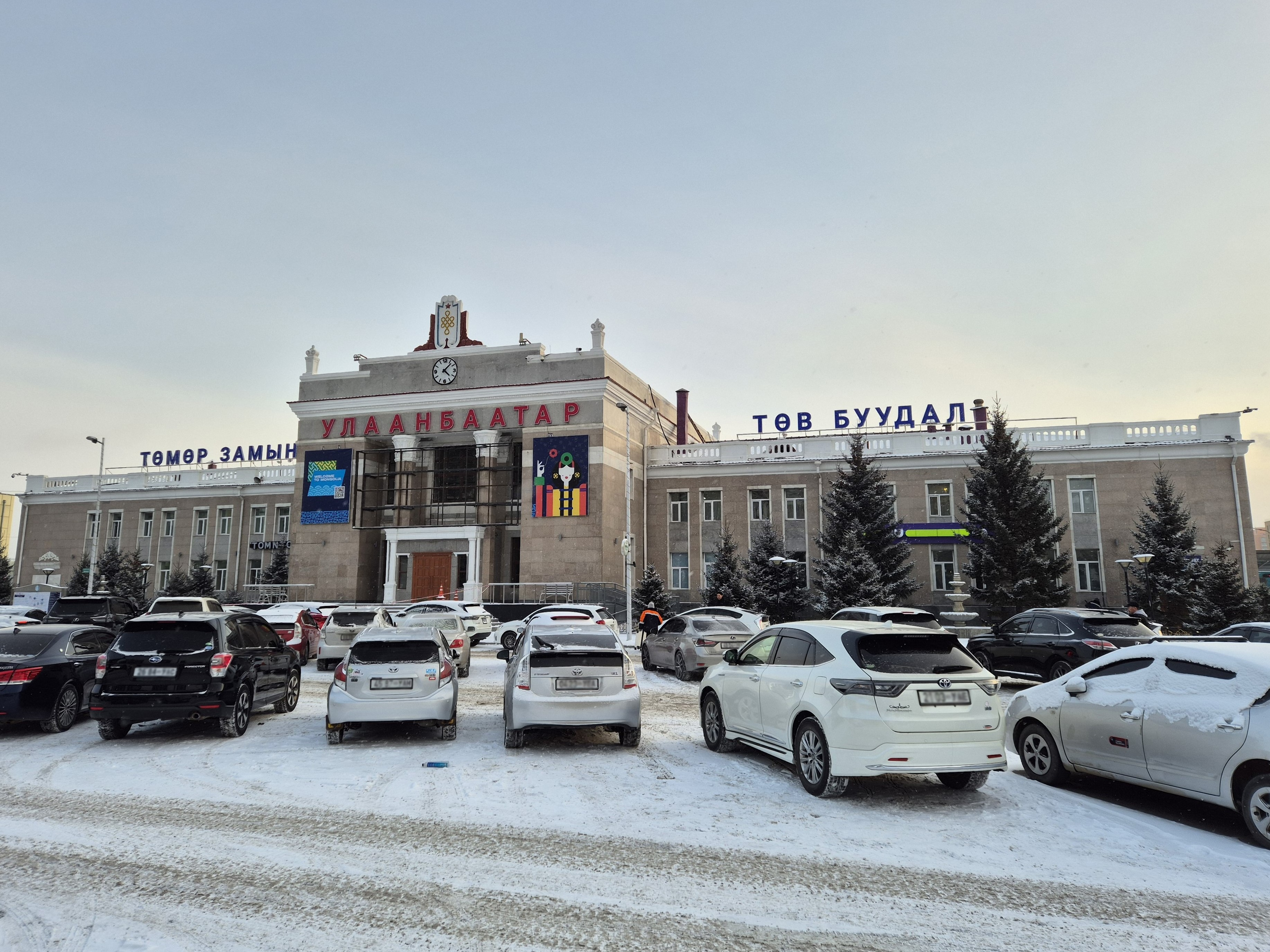
울란바토르 역
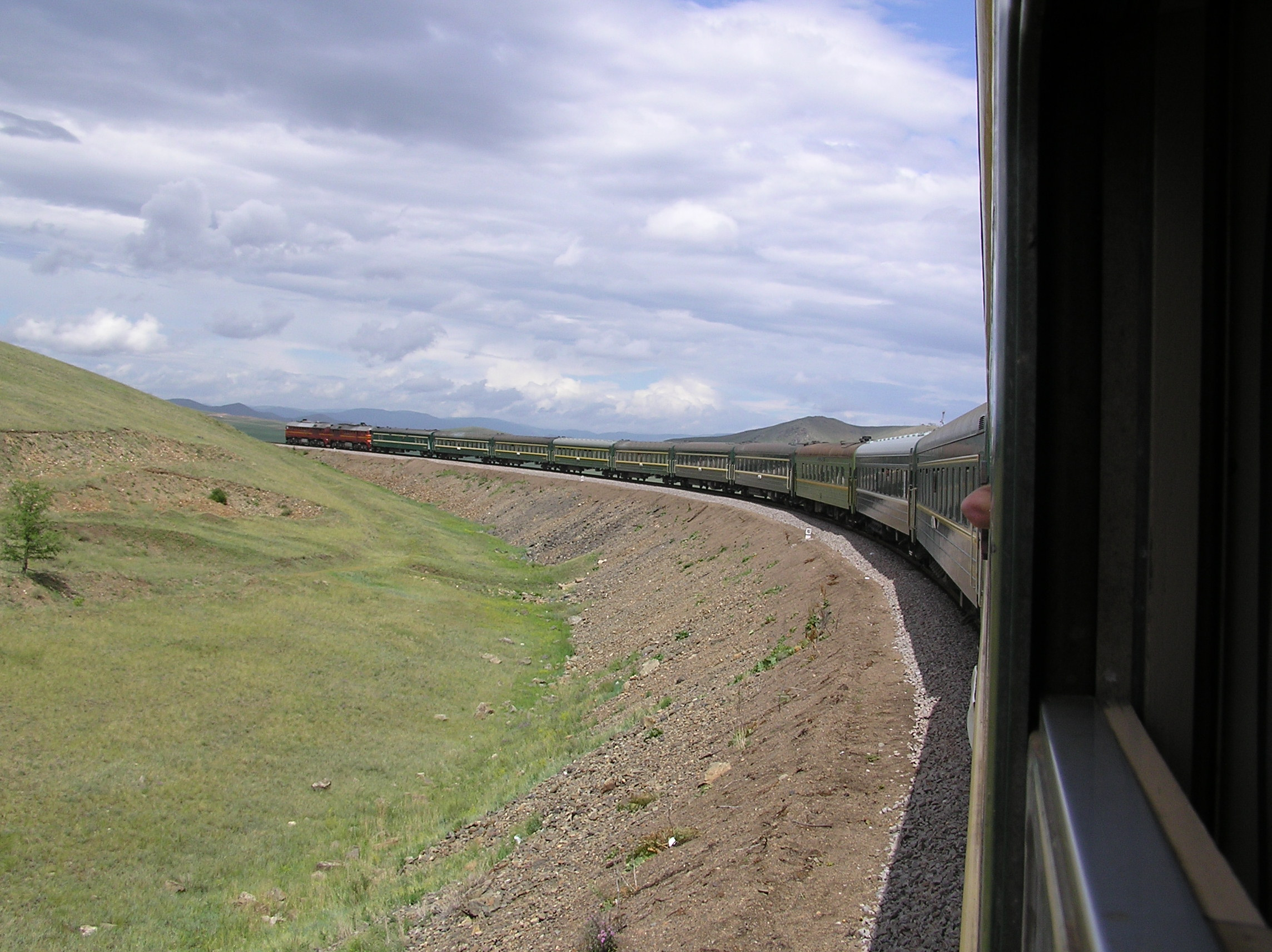
고비 사막을 지나는 몽골 종단 열차
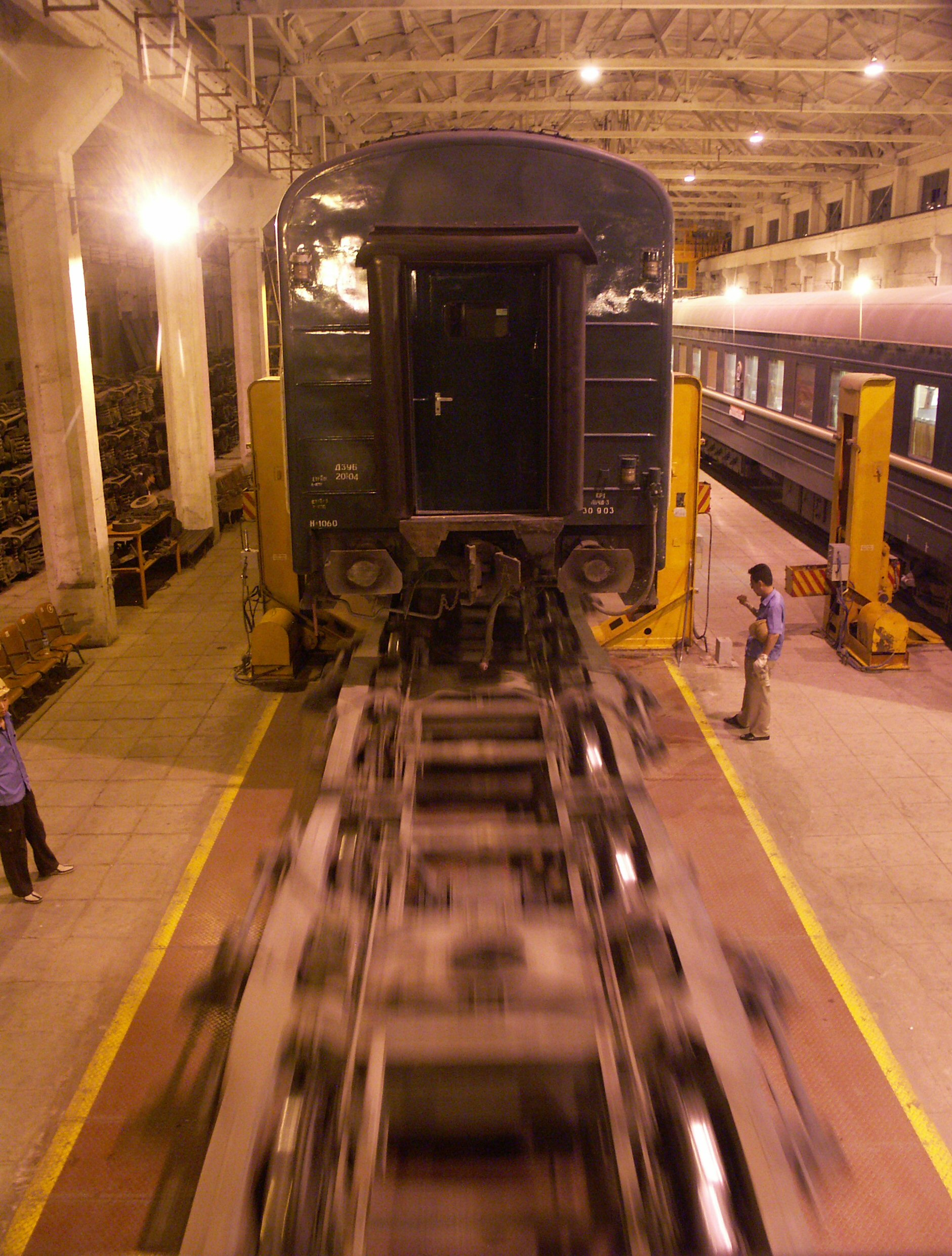
몽골 궤간에서 중국 궤간으로 대차를 교체하는 동안 위의 객차 아래로 움직이는 대차
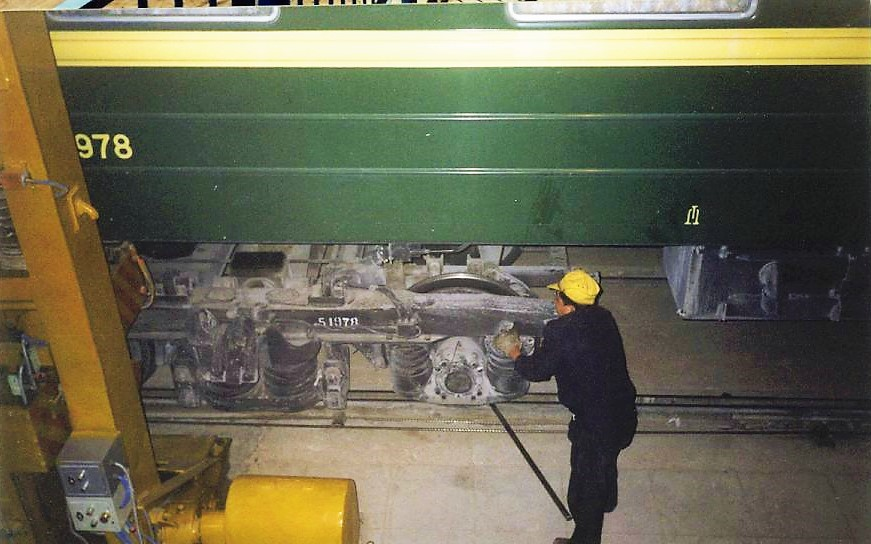
국경에서 몽골 궤간에서 중국 궤간으로 대차 교체
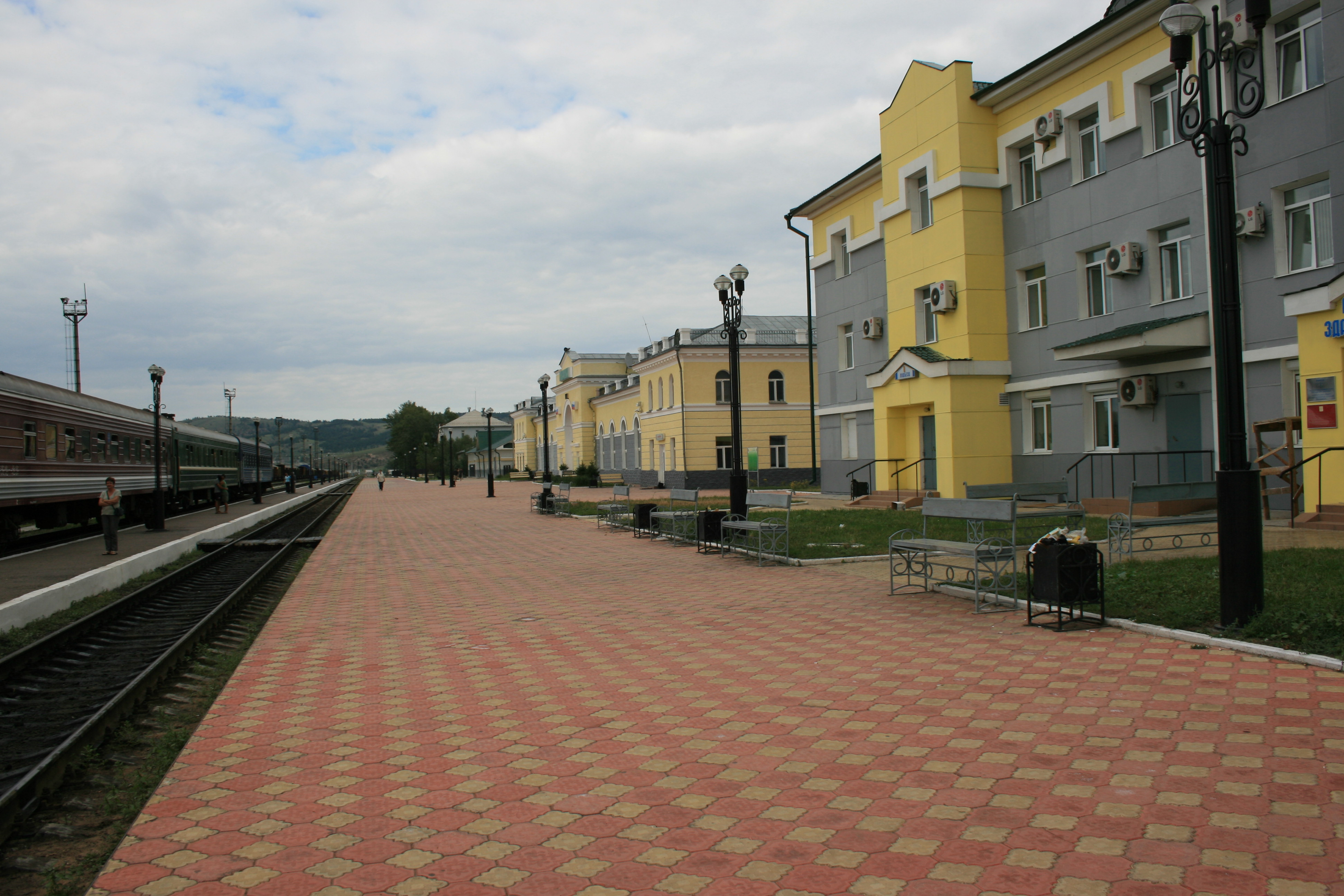
러시아 국경의 나우시키 역

## 같이 보기
- 시베리아 횡단 철도(TSR)
- 만주횡단철도
- 한반도 종단 철도(TKR)
- 아시아 횡단 철도(TAR)
- 아시아 고속도로(AH)